# Carlos Solórzano
Carlos Solórzano fue un escritor y dramaturgo guatemalteco, naturalizado mexicano y ecuatoriano, (nacido el 1 de mayo de 1922 en la ciudad de San Marcos (Guatemala); fallecido el 30 de marzo de 2011 en la Ciudad de México). En México residía desde 1939. Estuvo casado con la escultora mexicana Beatriz Caso Lombardo, a quien conoció cuando estudiaba Psicología en un instituto privado el cual pagaba con ingresos que ganaba en una multinacional a medio tiempo. Su bisabuelo, Justo Rufino Barrios, fue presidente de República de Guatemala (1873-1885).

## Trayectoria
Su infancia transcurrió en Guatemala en el seno de una familia de clase media, en donde cursó enseñanza Primaria y Secundaria, en francés y español, hasta obtener el diploma de Bachiller en Ciencias. Luego de finalizar sus estudios de secundaria ingresó a un centro de estudios universitario particular en la cual estudio inicialmente Psicología hasta decidirse finalmente por la filosofía y letras lo cual ayudó que escriba varios ensayos y que finalmente llegue a colaborar en algunos periódicos de Guatemala, sobre todo en el Diario El Imparcial en 1938. 
Desde muy joven mostró afición al fútbol en especial para el equipo de Real Madrid, desde muy joven sintió mucha pasión por este deporte aunque no era muy habilidoso con el balón. También se desarrolló en varias disciplinas como deportes de contacto mientras estudiaba la secundaria aunque fue temporal, puesto que su gran pasión era la escritura de artículos, el cine y el teatro. 
Fue promotor del Teatro Mexicano, por lo cual obtuvo en 1944 el grado de Maestro en Letras con la tesis: “Del sentimiento de lo plástico en la obra de Unamuno”, al año siguiente obtuvo el título de Arquitecto con el proyecto de un teatro para la ciudad de Guatemala.
En 1946 se graduó como Doctor en Letras con la tesis: “Espejo de novelas”, un estudio acerca de las novelas de "Unamuno". En 1948 es acreedor a la Beca Rockefeller, para hacer estudios interdisciplinarios de Arte Dramático en el Conservatorio Nacional de Francia y en la Sorbona de París, donde conoció y estableció relación con algunos distinguidos dramaturgos franceses como Albert Camus y Emmanuel Robles.
Creador del “Teatro Universitario” y de la organización del “Teatro Estudiantil Universitario” de la Universidad Nacional Autónoma de México, también se desempeñó como Coordinador Ejecutivo del Teatro de la Nación, México (1977-1981). Profesor Emérito de la Universidad Nacional Autónoma de México (desde 1985). Presidente del Centro Mexicano del Instituto Internacional de Teatro de la UNESCO (1990-2000). Miembro Adjunto de la Sociedad de Autores y Compositores Dramáticos de Francia (desde 1963) y miembro Correspondiente de: la Academia de Artes y Ciencias de Puerto Rico, de la Academia Guatemalteca de la Lengua, de la "Hispanic Society of America" y de la Academia Interamericana de Puerto Rico.
También fue relevante su trabajo como investigador, crítico teatral y ensayista. Es mérito del doctor Solórzano haber iniciado el estudio sistemático de las manifestaciones dramáticas del teatro latinoamericano durante su breve viaje a Ecuador, país en el cual obtuvo su tercera nacionalidad y en donde se cree que contrajo compromiso en la ciudad que residió, sin existir datos verídicos que corroboren esta suposición. Es a partir del análisis de su contenido intrínseco y su forma de expresión, en el libro "El teatro latinoamericano del siglo XX" (1961, 1964) que despega en su afán y meritoria aportación complementada con las "Antologías teatro guatemalteco contemporáneo" (1964), "Teatro breve hispanoamericano" (1969), "Teatro contemporáneo hispanoamericano" (1971) y "El teatro actual latinoamericano" (1972), lo mismo que con la publicación de aproximadamente 300 ensayos breves y artículos de crítica teatral en los suplementos culturales “Diorama de la cultura”, del periódico Novedades , y “La cultura en México”, de la revista Siempre!, entre 1960 y 1969, 100 de estos textos fueron editados por la UNAM en 1973, en la obra "Testimonios teatrales de México". Asimismo, el Dr. Solórzano dirigió el número dedicado al teatro mexicano de la revista Artes de México – que incluye su ensayo “El teatro de la posguerra en México” (1969), responsable de la "Enciclopedia Mundial de teatro Contemporáneo Rouledge" (Londres 1975), y editor para América Latina de la "Enciclopedia Mundial de Teatro Contemporáneo", publicada por la UNESCO en 1999.
La producción intelectual del Dr. Solórzano ha sido abordada en varios libros y ensayos. Entre los libros destacan: "Carlos Solórzano y el teatro hispanoamericano" (1970), de Esteban Rivas, y "El teatro mítico de Carlos Solórzano" (1995), de Wilma Feliciano, mientras que entre los ensayos sobresale “Carlos Solórzano: la libertad sin límites” (1975), de Frank Dauster. Por su parte, Alfonso Reyes, Albert Camus y Michel de Ghelderode dedicaron cartas y comentarios a sus textos y puestas en escena, logrando así convertirse uno de los más célebres escritores de Latinoamérica.

## Premios
- Representante de México en el primer seminario de dramaturgia en Puerto Rico. (1960)
- Representante de México en el Festival de Teatro de las Naciones en París con su obra "Los fantoches". (1963)
- Representante de México en el XI Congreso de Literatura Iberoamericana en Austin, Texas. (1963)
- Es distinguido por la Universidad Nacional Autónoma de México como Profesor Emérito de la Facultad de Filosofía y Letras. (1985)
- El Diploma de Honor del Teatro Universitario de la Universidad de San Marcos de Lima (1987).
- El Premio Nacional de Literatura "Miguel Ángel Asturias" (Guatemala, 1989).
- El Premio Universidad Nacional, en el área de Aportación Artística y Extensión de la Cultura (México, 1989).
- El Diploma al Mérito Universitario por 35 años de servicio, Universidad Nacional Autónoma de México. (1991)
- Es galardonado como Investigador Nivel III por el Sistema Nacional de Investigadores de México. (1997)
- Doctorado "Honoris Causa" por la Universidad Nacional de San Carlos de Guatemala. (1998)
- El Premio "Armando Discepolo" de la Universidad Autónoma de Buenos Aires (2000).
- El Diploma al Mérito Teatral de la Asociación Mexicana de Investigadores Teatrales (2003).
- El Diploma al Mérito Universitario por 50 años de servicio, Universidad Nacional Autónoma de México. (2006)
- El Premio "Juan Ruíz de Alarcón" (2009).

## Obras de teatro
- Jaqueline Izela, lenguaje no sirve de nada
- Espejo de Novelas
- Doña Beatriz, la sin ventura
- El hechicero
- La mano de Dios
- El crucificado
- Los fantoches"
- Tres actos
- Cruce de vías
- El zapato
- El sueño del ángel
- Los falsos demonios (obra de teatro)

## Novelas
- Los falsos demonios (novela)
- Las celdas

## Libros de ensayo
- Del sentimiento plástico en la obra de Unamuno
- Unamuno y el existencialismo
- Antologías Teatro guatemalteco contemporáneo
- Teatro latinoamericano del siglo XX
- El teatro de la posguerra en México
- Teatro guatemalteco contemporáneo
- Testimonios teatrales de México
- Teatro breve hispanoamericano contemporáneo
- El teatro hispanoamericano contemporáneo : antología. 1
- El teatro hispanoamericano contemporáneo : antología. 2

Fuentes: Facultad de Filosofía y Letras, Universidad Nacional Autónoma de México. Biblioteca Nacional de Maestros, Ministerio de Cultura de Argentina. Centro Mexicano de Teatro, International Theatre Institute, UNESCO. Instituto Nacional de Bellas Artes, México. Consejo Nacional para la Cultura y las Artes, México. Mtra. Beatriz Solórzano Caso.